# Нунція Де Джіроламо
Нунція Де Джіроламо (італ. Nunzia De Girolamo; нар. 10 жовтня 1975, Беневенто) — італійська юристка і політична діячка з Нового правого центру. З 2013 по 2014 — міністерка сільського та лісового господарства в уряді Енріко Летти.

## Життєпис
Закінчила юридичний факультет Римського університету ла Сапієнца. Отримала ліцензію адвоката, вела професійну практику. У 2007 році почала політичну діяльність у рамках «Вперед, Італія» і «Народ свободи». У 2008 була вперше обрана до Палати депутатів, переобрана у 2013.
Перебуває у шлюбі з Франческо Бочча, депутатом від лівоцентристської Демократичної партії.